# Сан-Марино на летних Олимпийских играх 2020
Сан-Марино на летних Олимпийских играх 2020 года представлена 5 спортсменами в 4 видах спорта.
Первоначально Олимпийские игры должны были состояться в 2020 году, однако из-за пандемии COVID-19 Международный олимпийский комитет принял решение перенести Игры на 2021 год.
В марте 2020 года Исполком МОК, продолжая политику гендерного равенства на Олимпийских играх, одобрил изменения в протокол церемоний открытия и закрытия Игр, согласно которым у национальных олимпийских комитетов появилась возможность заявить в качестве знаменосцев одного мужчину и одну женщину. На церемонии открытия Игр знаменосцами сборной Сан-Марино были трёхкратная медалистка Игр малых государств Европы Арианна Валлони и двукратный медалист Европейских игр 2019 года и чемпионата Европы по борьбе 2020 года Майлз Амин, а на церемонии закрытия Игр — Майлз Амин.
29 июля 2021 года Алессандра Перилли завоевала в соревнованиях по стрельбе в дисциплине трап среди женщин первую для Сан-Марино олимпийскую медаль — бронзовую. Таким образом, Сан-Марино стало самой маленькой страной по численности населения, когда-либо завоевавшей медаль на летних Играх.

## Состав сборной
Борьба
1. Майлз Амин

 Дзюдо
1. Паоло Персолья

 Плавание
1. Арианна Валлони

 Стрельба
1. Джан Марко Берти
2. Алессандра Перилли

## Медали
29 июля 2021 года Алессандра Перилли завоевала в соревнованиях по стрельбе в дисциплине трап среди женщин первую для Сан-Марино Олимпийскую медаль — бронзовую.
| Серебро |                                     |                                         |           |
| №       | Спортсмены                          | Вид спорта (дисциплина)                 | Дата      |
| 1       | Алессандра Перилли Джан Марко Берти | Стрельба (смешанные соревнования, трап) | 31 июля   |
| Бронза  |                                     |                                         |           |
| №       | Спортсмены                          | Вид спорта (дисциплина)                 | Дата      |
| 1       | Алессандра Перилли                  | Стрельба (женщины, трап)                | 29 июля   |
| 2       | Майлз Амин                          | Борьба (до 86 кг)                       | 5 августа |

| Медали по видам спорта | Медали по видам спорта | Медали по видам спорта | Медали по видам спорта | Медали по видам спорта |
| ---------------------- | ---------------------- | ---------------------- | ---------------------- | ---------------------- |
| Вид спорта             | 1                      | 2                      | 3                      | Итого                  |
| Стрельба               | 0                      | 1                      | 1                      | 2                      |
| Борьба                 | 0                      | 0                      | 1                      | 1                      |
| Всего                  | 0                      | 1                      | 2                      | 3                      |

| Медали по дням | Медали по дням | Медали по дням | Медали по дням | Медали по дням |
| -------------- | -------------- | -------------- | -------------- | -------------- |
| Дата           | 1              | 2              | 3              | Итого          |
| 29 июля        | 0              | 0              | 1              | 1              |
| 31 июля        | 0              | 1              | 0              | 1              |
| 5 августа      | 0              | 0              | 1              | 1              |
| Всего          | 0              | 1              | 2              | 2              |

## Результаты соревнований

### Борьба
Делегация Сан-Марино на этот раз отправила борца в весовой категории до 86 кг, получившего Олимпийскую лицензию на чемпионате мира 2019 года в Нур-Султане — Майлза Амина, что сделало его первым борцом, представлявшего это государство, завоевавшим квоту на Игры.
Используемые сокращения: 

VFA (5:0 или 0:5) — победа на туше; 

VSU (4:0 или 0:4) — победа по техническому превосходству (8 баллов разницы в греко-римской борьбе и 10 баллов — в вольной без технических баллов у проигравшего); 

VSU1 (4:1 или 1:4) — победа по техническому превосходству в одном или двух периодах, с техническим баллом у проигравшего; 

VPO (3:0 или 0:3) — победа по баллам, когда борец выигрывает 2 периода с преимуществом, набрав от 1 до 7 баллов в греко-римской борьбе и от 1 до 9 — в вольной без технических баллов у проигравшего; 

VPO1 (3:1 или 1:3) — победа по баллам с техническими баллами у проигравшего;
Мужчины
Вольная борьба
| Категория | Спортсмены | 1/8 финала                    | Четвертьфинал              | Полуфинал            | Утешительная схватка     | Финал                     | Место |
| Категория | Спортсмены | Соперник Результат            | Соперник Результат         | Соперник Результат   | Соперник Результат       | Соперник Результат        | Место |
| --------- | ---------- | ----------------------------- | -------------------------- | -------------------- | ------------------------ | ------------------------- | ----- |
| до 86 кг  | Майлз Амин | COLКарлос Искьердо В 4:1 VSU1 | USAДэвид Тейлор П 1:4 VSU1 | завершил выступление | BLRАли Шабанов В 3:0 VPO | INDДипак Пуния В 3:1 VPO1 | 3     |

### Дзюдо
Делегация Сан-Марино получила сообщение от трёхсторонней комиссии и Международной федерации дзюдо, где было написано, чтобы они отправили Паоло Персолью на соревнования по вольной борьбе в весовой категории до 90 кг по Олимпийским играм, что ознаменовало возвращение государства к этому виду спорта после летних Олимпийских игр 1996 в Атланте.
Мужчины
| до 90 кг | Паоло Персолья | NEDН. Ван ’т Энд П 0s1:10s1 | завершил выступление | 17 |

### Водные виды спорта

#### Плавание
Делегация Сан-Марино получила сообщение от Международной федерации плавания, где было написано, чтобы они отправили Арианну Валлони, занимавшую первые места в различных женских соревнованиях по плаванию вольным стилем, на Олимпийские игры.
Женщины
| Дистанция                  | Спортсмены      | Предварительный раунд | Предварительный раунд | Предварительный раунд | Полуфинал             | Полуфинал             | Полуфинал             | Финал                 | Финал                 |
| Дистанция                  | Спортсмены      | Заплыв                | Результат             | Место                 | Заплыв                | Результат             | Место                 | Результат             | Место                 |
| -------------------------- | --------------- | --------------------- | --------------------- | --------------------- | --------------------- | --------------------- | --------------------- | --------------------- | --------------------- |
| 800 метров вольным стилем  | Арианна Валлони | 1                     | 8:54,78               | 29                    | завершила выступление | завершила выступление | завершила выступление | завершила выступление | завершила выступление |
| 1500 метров вольным стилем | Арианна Валлони | 1                     | 16:54.64              | 32                    | завершила выступление | завершила выступление | завершила выступление | завершила выступление | завершила выступление |

### Стрельба
Участвующие на Играх стрелки из Сан-Марино — Алессандра Перилли и Джан Марко Берти получили квоту на участие в Олимпийских играх, благодаря занятым высоким позициям на Чемпионате мира по стрельбе 2018, Кубке мира по стрельбе 2019, Европейских играх 2019 и Европейском квалификационном турнире по стрельбе. 29 июля 2021 года Алессандра Перилли завоевала в соревнованиях по стрельбе в дисциплине трап среди женщин первую для Сан-Марино Олимпийскую медаль — бронзовую
| Соревнование         | Спортсмены                          | Квалификация | Квалификация | Финал                | Финал                |
| Соревнование         | Спортсмены                          | Результат    | Место        | Соперник/ Результат  | Место                |
| -------------------- | ----------------------------------- | ------------ | ------------ | -------------------- | -------------------- |
| мужчины, трап        | Джан Марко Берти                    | 121          | 18           | завершил выступление | завершил выступление |
| женщины, трап        | Алессандра Перилли                  | 122          | 2 Q          | 29                   | 3                    |
| смешанные пары, трап | Алессандра Перилли Джан Марко Берти | 148          | 2 Q          | 40                   | 2                    |